# Wiktor Krupski
Wiktor Iosifowicz Krupski (ros. Виктор Иосифович Крупский, ukr. Віктор Йосипович Крупський, ur. 21 grudnia 1921 w Krzemieńczuku, zm. 10 września 2000 w Orle) – radziecki lotnik wojskowy, major, Bohater Związku Radzieckiego (1943).

## Życiorys
Urodził się w ukraińskiej rodzinie robotniczej. Uczył się w technikum mechanicznym, później pracował w fabryce i uczył się w aeroklubie. W 1939 został powołany do Armii Czerwonej, w 1940 ukończył wojskową szkołę lotniczą w Czuhujiwie, służył w 163 rezerwowym pułku lotniczym Sił Powietrznych Leningradzkiego Okręgu Wojskowego. Od lipca 1941 uczestniczył w wojnie z Niemcami, został skierowany jako pilot do 147 pułku lotnictwa myśliwskiego Sił Powietrznych 14 Armii Frontu Karelskiego, brał udział w obronie Murmańska, w marcu 1942 został dowódcą klucza 760 pułku lotnictwa myśliwskiego, od 1942 należał do WKP(b). Został zastępcą dowódcy eskadry 760 pułku lotnictwa myśliwskiego 26 Armii Frontu Karelskiego w stopniu starszego porucznika, do lipca 1942 wykonał 240 lotów bojowych i brał udział w 23 walkach powietrznych, w których strącił osobiście 3 i w grupie 8 samolotów wroga. W grudniu 1942 objął dowództwo eskadry 20 gwardyjskiego pułku lotnictwa myśliwskiego, 25 marca 1943 w walce powietrznej został zestrzelony i ciężko ranny. Wrócił na front w lipcu 1944 i został pomocnikiem dowódcy 257 Mieszanej Dywizji Lotniczej 7 Armii Powietrznej Frontu Karelskiego, do końca wojny wykonał 330 lotów bojowych, strącił osobiście 10 i w grupie 9 samolotów wroga. W 1946 w stopniu majora został zwolniony do rezerwy z powodu stanu zdrowia, w 1952 ukończył Wyższą Szkołę Ministerstwa Zapasów ZSRR, został deputowanym do Rady Najwyższej RFSRR. Był zastępcą pełnomocnika Ministerstwa Zapasów w obwodzie połtawskim, od 1978 do 17 września 1985 był przewodniczącym Komitetu Wykonawczego Obwodu Orłowskiego. Otrzymał stopień pułkownika w stanie spoczynku. W 1996 otrzymał honorowe obywatelstwo Orła.

## Odznaczenia
- Złota Gwiazda Bohatera Związku Radzieckiego (22 lutego 1943)[1]
- Order Lenina (22 lutego 1943)
- Order Czerwonego Sztandaru (7 listopada 1941)
- Order Wojny Ojczyźnianej I klasy (dwukrotnie)
- Order Wojny Ojczyźnianej II klasy (13 listopada 1944)
- Order Czerwonego Sztandaru Pracy (trzykrotnie)
- Order Przyjaźni Narodów
- Order Czerwonej Gwiazdy (1 maja 1942)

I medale.